# Clorato de bário
O  clorato de bário, fórmula Ba(ClO3)2,  é um sólido cristalino branco.  É irritante, e ingerido pode causar náuseas, vômitos e diarreias.
É usado em pirotecnia para produzir a luminosidade de cor verde.
O clorato de bário pode ser produzido através de uma reação de dupla troca entre o cloreto de bário e o clorato de sódio:
- BaCl2 + 2 NaClO3 → Ba(ClO3)2 + 2 NaCl

Pode também ser produzido por um processo  mais complicado, em quatro etapas:

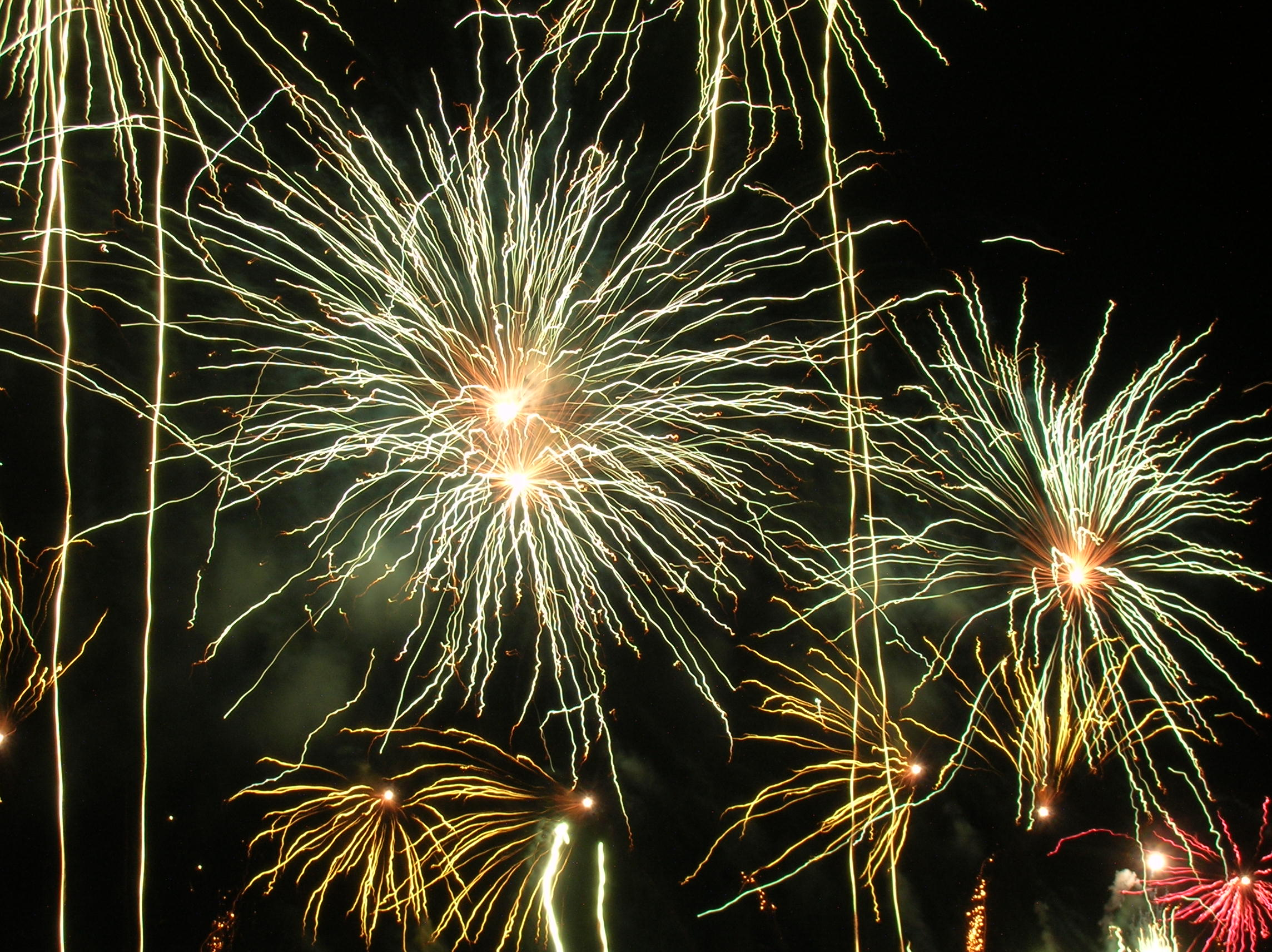
Pirotecnia com bário

- 1ª etapa: Produção do carbonato de bário (BaCO3) que será usado posteriormente.

BaCl2 + Na2CO3 → BaCO3 + 2 NaCl  ou
BaCl2 + 2 NaHCO3 → BaCO3 + 2 NaCl + H2O + CO2
- 2ª etapa: Produção do bitartarato de amônio (NH4C4H5O6).

C4H6O6 + NH4OH →  NH4C4H5O6 + H2O
- 3ª etapa: O bitartarato de amônio obtido é adicionado ao clorato de potássio para a produção de clorato de amônio ( NH4ClO3).

NH4C4H5O6 + KClO3 → KC4H5O6 + NH4ClO3
- 4ª etapa: O Clorato de amônio obtido é adicionado ao carbonato de bário obtido na primeira etapa e fervido, para produzir o clorato de bário.

2 NH4ClO3 + BaCO3 + Q → Ba(ClO3)2 + 2 NH3 + H2O + CO2